# Perania coryne
Perania coryne är en spindelart som beskrevs av Peter J. Schwendinger 1994. Perania coryne ingår i släktet Perania och familjen Tetrablemmidae. Inga underarter finns listade i Catalogue of Life.